# Сумський обласний комітет Комуністичної партії України
Сумський обласний комітет Комуністичної партії України — орган управління Сумською обласною партійною організацією КП України (1939–1991 роки). Сумська область утворена 10 січня 1939 року.

## Перші секретарі обласного комітету (обкому)
- січень 1939 — листопад 1939 — Ткач Яків Микитович
- 5 січня 1940 (грудень 1939) — серпень 1941 — Черепін Тихон Корнійович
- вересень 1943 — 27 грудня 1945 — Чучукало Василь Данилович
- 27 грудня 1945 — січень 1950 — Іванов Ілля Іванович
- січень 1950 — 23 листопада 1953 — Кондратенко Андрій Павлович
- 23 листопада 1953 — 13 грудня 1955 — Комяхов Василь Григорович
- 13 грудня 1955 — 21 січня 1963 — Науменко Андрій Михайлович
- 21 січня 1963 — 4 грудня 1964 (сільський) — Науменко Андрій Михайлович
- 23 січня 1963 — 4 грудня 1964 (промисловий) — Федоренко Віктор Павлович
- 4 грудня 1964 — 12 червня 1967 — Вольтовський Борис Іовлевич
- 12 червня 1967 — 23 квітня 1975 — Іщенко Олександр Іванович
- 23 квітня 1975 — 22 жовтня 1988 — Грінцов Іван Григорович
- 22 жовтня 1988 — серпень 1991 — Шевченко Володимир Антонович

## Другі секретарі обласного комітету (обкому)
- січень 1939 — 26 грудня 1940 — Іванов Ілля Іванович
- 26 грудня 1940 — 1941 — Ільченко Олександр Кононович
- 1941 — жовтень 1941 — Смирнов Дмитро Григорович
- березень 1944 — березень 1945 — Куманьок Порфирій Хомич
- березень 1945 — вересень 1947 — Цуцин Василь Іванович
- жовтень (затв.) 1947 — січень 1948 — Шадрін Василь Автономович
- березень 1948 — січень 1951 — Клименко Іван Петрович
- січень 1951 — вересень 1952 — Юрко Микола Порфирович
- вересень 1952 — лютий 1954 — Седик Василь Павлович
- лютий 1954 — 13 грудня 1955 — Карбовничий Василь Артемович
- 13 грудня 1955 — 21 січня 1963 — Мазуленко Микола Панасович
- 21 січня 1963 — 4 грудня 1964 (сільський) — Іщенко Олександр Іванович
- 23 січня 1963 — 4 грудня 1964 (промисловий) — Карбовничий Василь Артемович
- 4 грудня 1964 — 24 листопада 1970 — Федоренко Віктор Павлович
- 24 листопада 1970 — грудень 1978 — Лисенко Володимир Антонович
- грудень 1978 — листопад 1982 — Хоменко Микола Григорович
- листопад 1982 — 10 січня 1984 — Ольшанський Микола Михайлович
- 10 січня 1984 — 20 листопада 1990 — Грабін Володимир Володимирович
- 20 листопада 1990 — серпень 1991 — Яковенко Леонід Олександрович

## Секретарі обласного комітету (обкому)
- січень 1939 — листопад 1939 — Чучукало Василь Данилович (3-й секретар)
- лютий 1939 — жовтень 1941 — Золотоверхий Іван Демидович (по пропаганді)
- квітень 1939 — жовтень 1941 — Шевчук Федір Макарович (по кадрах)
- березень 1940 — 26 грудня 1940 — Ільченко Олександр Кононович (3-й секретар)
- 26 грудня 1940 — 1941 — Смирнов Дмитро Григорович (3-й секретар)
- 15 травня 1941 — жовтень 1941 — Доценко Лев Миколайович (по машинобудуванню)
- 15 травня 1941 — жовтень 1941 — Баранник Григорій Матвійович (по промисловості)
- 15 травня 1941 — жовтень 1941 — Попов Костянтин Степанович (по транспорту)
- 1943 — квітень 1944 — Золотоверхий Іван Демидович (по пропаганді)
- 1943 — березень 1944 — Шевчук Федір Макарович (по кадрах)
- 1943 — березень 1944 — Куманьок Порфирій Хомич (3-й секретар)
- березень 1944 — 194.5 — Шевчук Федір Макарович (3-й секретар)
- травень 1944 — березень 1948 — Клименко Іван Петрович (по кадрах)
- 1944 (затв. квітень 1945) — жовтень 1946 — Шостак Іларіон Митрофанович (по пропаганді)
- 1946 — жовтень 1947 — Шадрін Василь Автономович (3-й секретар)
- затв. жовтень 1946 — травень 1948 — Олещенко Павло Мамонтович (по пропаганді)
- березень 1948 — 6 грудня 1951 — Кравченко Дмитро Омелянович (3-й секретар)
- березень 1948 — січень 1951 — Юрко Микола Порфирович (по кадрах)
- травень (затв.) 1948 — вересень 1952 — Бадаєв Фелікс Микитович (по пропаганді)
- січень 1951 — вересень 1952 — Дученко Григорій Калинович
- 6 грудня 1951 — вересень 1952 — Седик Василь Павлович
- вересень 1952 — жовтень 1954 (оф. січень 1955) — Волгін Василь Сергійович (по ідеології)
- липень 1954 — 13 грудня 1955 — Мазуленко Микола Панасович (по сільському господарству)
- липень 1954 — 13 грудня 1955 — Науменко Андрій Михайлович (по промисловості)
- січень 1955 — 21 січня 1963 — Ненадович Григорій Герасимович (по ідеології)
- 13 грудня 1955 — 1956 — Григоренко Олексій Семенович
- 13 грудня 1955 — 21 січня 1963 — Черниш Савелій Петрович
- 1956 (затв. січень 1957) — 21 січня 1963 — Карбовничий Василь Артемович
- 21 січня 1963 — 4 грудня 1964 — Козирєв Петро Васильович (сільський по ідеології)
- 21 січня 1963 — 4 грудня 1964 — Мазуленко Микола Панасович (сільський парт-держ. контроль)
- 23 січня 1963 — 4 грудня 1964 — Дериколенко Олександр Ілліч (промисловий по ідеології)
- 23 січня 1963 — 4 грудня 1964 — Черниш Савелій Петрович (промисловий парт-держ. контроль)
- 4 грудня 1964 — червень 1973 — Козирєв Петро Васильович (по ідеології)
- 4 грудня 1964 — червень 1967 — Іщенко Олександр Іванович
- 4 грудня 1964 — лютий 1966 — Черниш Савелій Петрович (парт-держ. контроль)
- 4 грудня 1964 — 18 вересня 1970 — Єременко Іван Семенович
- липень 1967 — 30 березня 1985 — Маслов Станіслав Іванович (по сільському господарству)
- 18 вересня 1970 — 1978 — Золотарьов Степан Якович
- червень 1973 — 1988 — Макухін Іван Якович (по ідеології)
- грудень 1978 — 1982 — Ольшанський Микола Михайлович
- 1982 — 10 січня 1984 — Грабін Володимир Володимирович
- 10 січня 1984 — 26 листопада 1988 — Бондаренко Анатолій Дмитрович
- 30 березня 1985 — 25 квітня 1990 — Петрусенко Анатолій Кіндратович (по сільському господарству)
- 1988 — травень 1990 — Жидкова Марія Андріївна
- 26 листопада 1988 — листопад 1990 — Яковенко Леонід Олександрович
- 11 травня 1990 — серпень 1991 — Сідельник Іван Іванович
- 11 травня 1990 — серпень 1991 — Гнатюк Леонід Володимирович (по ідеології)

## Заступники секретарів обласного комітету (обкому)
- 1943 (затв. травень 1944) — листопад 1948 — Попов Костянтин Степанович (заст. секретаря обкому по транспорту)
- березень 1944 — листопад 1948 — Доценко Лев Миколайович (заст.секретаря обкому по машинобудівній промисловості)
- квітень 1944 — травень 1945 — Хименко Павло Федорович (заст.секретаря обкому по промисловості)
- затверджений березень 1946 — листопад 1948 — Руденко П.Ф. (заст.секретаря обкому по будівництву і будівельних матеріалах)
- затверджений серпень 1946 — листопад 1948 — Кормянков Гнат Федорович (заст.секретаря обкому по промисловості)
- затверджений листопад 1946 — листопад 1948 — Варнавенко Борис Федорович (заст. секретаря обкому по торгівлі і громадському харчуванню)